# Boom
Boom (nederländskt uttal: [boːm]) är en stad och kommun i provinsen Antwerpen i regionen Flandern i Belgien. Kommunen har cirka 18 555 invånare (2020). Staden ligger cirka 15 kilometer söder om Antwerpen.
Boom var tidigare främst känt för sina många tegelbruk. Staden är i dag känd för att vara arrangörsstad för en av världens största festivaler inom genren EDM, Tomorrowland.